# Ямане Мікі
Ямане Мікі (яп. 山根 視来, нар. 22 грудня 1993, Йокогама) — японський футболіст, захисник клубу «Кавасакі Фронталє».
Виступав, зокрема, за клуб «Сьонан Бельмаре», а також національну збірну Японії.
Переможець Джей-ліги 2. Володар Кубка Джей-ліги. Дворазовий чемпіон Японії. Володар Кубка Імператора. Володар Суперкубка Японії.

## Клубна кар'єра
Народився 22 грудня 1993 року в місті Йокогама. Вихованець футбольної школи клубу Toin University of Yokohama.
У дорослому футболі дебютував 2016 року виступами за команду «Сьонан Бельмаре», в якій провів три сезони, взявши участь у 100 матчах чемпіонату. Більшість часу, проведеного у складі «Сьонан Бельмаре», був основним гравцем захисту команди.
До складу клубу «Кавасакі Фронталє» приєднався 2020 року. Станом на 4 грудня 2021 року відіграв за команду з Кавасакі 75 матчів в національному чемпіонаті.

## Виступи за збірну
У 2021 році дебютував в офіційних матчах у складі національної збірної Японії.
У складі збірної — учасник чемпіонату світу 2022 року у Катарі.
| Дата       | Місто       | Господарі | Результат | Гості          | Турнір                       | Голи | Примітки |
| ---------- | ----------- | --------- | --------- | -------------- | ---------------------------- | ---- | -------- |
| 25-3-2021  | Йокогама    | Японія    | 3 – 0     | Південна Корея | товариський матч             | 1    |          |
| 7-6-2021   | Суйта       | Японія    | 4 – 1     | Таджикистан    | Відбір до ЧС 2022            | -    |          |
| 11-6-2021  | Кобе        | Японія    | 1 – 0     | Сербія         | товариський матч             | -    | 65'      |
| 15-6-2021  | Суйта       | Японія    | 5 – 1     | Киргизстан     | Відбір до ЧС 2022            | -    | 76'      |
| 11-11-2021 | Ханой       | В'єтнам   | 0 – 1     | Японія         | Відбір до ЧС 2022            | -    |          |
| 16-11-2021 | Маскат      | Оман      | 0 – 1     | Японія         | Відбір до ЧС 2022            | -    |          |
| 24-3-2022  | Сідней      | Австралія | 0 – 2     | Японія         | Відбір до ЧС 2022            | -    |          |
| 29-3-2022  | Сайтама     | Японія    | 1 – 1     | В'єтнам        | Відбір до ЧС 2022            | -    |          |
| 2-6-2022   | Саппоро     | Японія    | 4 – 1     | Парагвай       | товариський матч             | -    |          |
| 6-6-2022   | Токіо       | Японія    | 0 – 1     | Бразилія       | товариський матч             | -    | 81'      |
| 10-6-2022  | Кобе        | Японія    | 4 – 1     | Гана           | товариський матч             | 1    | 85'      |
| 14-6-2022  | Суйта       | Японія    | 0 – 3     | Туніс          | товариський матч             | -    | 82'      |
| 19-7-2022  | Касіма      | Японія    | 6 – 0     | Гонконг        | Кубок Східної Азії з футболу | -    | 74'      |
| 27-9-2022  | Дюссельдорф | Японія    | 0 – 0     | Еквадор        | товариський матч             | -    |          |
| Усього     |             | Матчів    | 14        |                | Голів                        | 2    |          |

## Титули і досягнення

### Командні
- Переможець Джей-ліги 2 (1):

«Сьонан Бельмаре»: 2017
- Володар Кубка Джей-ліги (1):

«Сьонан Бельмаре»: 2018
- Чемпіон Японії (2):

«Кавасакі Фронталє»: 2020, 2021
- Володар Кубка Імператора (2):

«Кавасакі Фронталє»: 2020, 2023
- Володар Суперкубка Японії (1):

«Кавасакі Фронталє»: 2021

### Збірні
- Переможець Чемпіонату Східної Азії: 2022

### Особисті
- Збірна команда Чемпіонату Японії: 2020, 2021
- Премія Фейр-плей Чемпіонату Японії: 2021